# Jernej Weiss
Jernej Weiss, slovenski muzikolog, pedagog in glasbeni kritik, * 1980.

## Življenjepis
Študiral je na Oddelku za muzikologijo Filozofske fakultete v Ljubljani in 2002—2003 na Inštitutu za muzikologijo Filozofske fakultete Univerze v Regensburgu. Tu se je zaposlil kot mladi raziskovalec. Leta 2009 je doktoriral z disertacijo Vloga čeških glasbenikov v glasbeni kulturi na Slovenskem med letoma 1861 in 1914.
V letih 2005—2009 je bil asistent na Oddelku za muzikologijo Filozofske fakultete v Ljubljani. Leta 2009 je postal docent za glasbeno-zgodovinske predmete na ljubljanski glasbeni akademiji in mariborski pedagoški fakulteti.
Kot raziskovalec se ukvarja z vsem, kar je povezanega z glasbo v slovenskem in češkem kulturnem prostoru od 19. stoletja do danes.
Weiss je član Royal Musical Association. Leta 2007 je bil prvič in leta 2011 ponovno izvoljen za podpredsednika Društva Richard Wagner Ljubljana. Od 2009 do 2011 je bil glavni urednik revije Opera. Od leta 2011 je glavni in odgovorni urednik Muzikološkega zbornika. Leta 2011 ga je Univerza v Mariboru izvolila za člana strokovnega sveta SNG Maribor.

## Dela
- Emerik Beran (1868–1940): samotni svetovljan (2008)[3]
- Hans Gerstner (1851–1939): življenje za glasbo (2010).[2]